# SELAF – sezona 2007.
Southeastern European League of American Football je svoje drugo izdanje imala 2007. godine. 
 Sudjelovalo je šest klubova iz Austrije, Mađarske, Slovenije i Srbije, a prvakom je postala momčad Belgrade Vukovi.

## Sudionici
- Gussing CNC Gladiators - Stegersbach
- Budapest Wolves - Budimpešta
- Ljubljana Silverhawks - Ljubljana
- Kragujevac Wild Boars - Kragujevac
- Belgrade Vukovi - Beograd
- Novi Sad Dukes - Novi Sad

## Ljestvica
| mj | klub                   | ut | pob | por | poen+ | poen- |
| -- | ---------------------- | -- | --- | --- | ----- | ----- |
| 1. | Belgrade Vukovi        | 7  | 6   | 1   | 197   | 65    |
| 2. | Budapest Wolves        | 7  | 6   | 1   | 256   | 132   |
| 3. | Novi Sad Dukes         | 7  | 5   | 2   | 172   | 111   |
| 4. | Gussing CNC Gladiators | 7  | 3   | 4   | 184   | 151   |
| 5. | Ljubljana Silverhawks  | 7  | 1   | 6   | 48    | 257   |
| 6. | Kragujevac Wild Boars  | 7  | 0   | 7   | 72    | 213   |

## Doigravanje
| mjesto        | klub1           | rezultat      | klub2                  |
| poluzavršnica | poluzavršnica   | poluzavršnica | poluzavršnica          |
| ------------- | --------------- | ------------- | ---------------------- |
| Budimpešta    | Budapest Wolves | 21:14         | Novi Sad Dukes         |
| Beograd       | Belgrade Vukovi | 28:3          | Gussing CNC Gladiators |
| SELAF Bowl    |                 |               |                        |
| Beograd       | Belgrade Vukovi | 28:27         | Budapest Wolves        |

## Poveznice i izvori
- CEFL
- european-league.com, SELAF 2007, rezultati  Arhivirana inačica izvorne stranice od 31. srpnja 2014. (Wayback Machine)
- european-league.com, SELAF 2007, ljestvica
- warriorsbologna.it, SELAF 2007.